# 孙鸿宝
孙鸿宝，归安(今浙江吴兴)人，是一名清朝政治人物。
孙鸿宝曾于1823年接替武耀曾任福建永安县知县一职，1825由张学仁接任。